# Arnold Berleant
Arnold Berleant (født 4. marts 1932 i Buffalo, New York) er en amerikansk akademiker og forfatter, som er aktiv inden for både filosofi og musik.
Arnold Berleant modtog sin højere musiske uddannelse ved Eastman School of Music og sin doktorgrad i filosofi ved State University of New York at Buffalo. Han er professor emeritus i filosofi ved Long Island University, tidligere generalsekretær og forhenværende formand for International Association of Empirical Aesthetics og tidligere kasserer for American Society for Aesthetics. Hans bøger og artikler i filosofi fokuserer på æstetik, miljøæstetik og etik. Arnold Berleant er grundlægger og redaktør for Contemporary Aesthetics, et internationalt online magasin om samtidig æstetisk teori, forskning og anvendelse.